# Qmail
Qmail je v informatice název pro jednoduchý MTA, který vytvořil Daniel J. Bernstein v roce 1995 a jehož cílem bylo nahradit tehdy ne příliš bezpečně naprogramovaný sendmail. Program používá licenci, která není Open Source kompatibilní a využívá nestandardní postupy při komunikaci s ostatními MTA. Proto není zařazován do linuxových distribucí.

## Hlavní rysy
- podpora virtuálních domén
- kladen vysoký důraz na bezpečnost
- vestavěná pop3 služba (qmail-popup,qmail-pop3d)
- kompatibilita s /etc/aliases

## Funkce
BezpečnostZáměrem Qmailu byla větší bezpečnost, než u tehdy majoritně rozšířeného a populárního sendmailu. Celý program je tvořen řadou modulů tvořících řetězec, kterým prostupuje každá zpráva, čímž využívá jednu z hlavních myšlenek unixových systémů (spíše než univerzální programy, které umí vše, se v unixových systémech používají jednoúčelové nástroje, které spolu umí dobře komunikovat). Softwarové moduly jsou navrženy tak, aby byly pokud možno jednoúčelové a mohly běžet s minimálními uživatelskými oprávněními. Qmail tedy není jedním programem, ale stavebnicí mnoha dílů, které si přes dobře stanovené rozhraní předávají zprávu a dohromady tvoří funkční MTA.
VýkonQmail je výrazně rychlejší než sendmail a to zejména pro velké množství zpracovaných e-mailů najednou. Qmail byl původně navržen pro správu e-mailových konferencí.
JednoduchostSendmail je pro konfiguraci velmi nepřehledný a složitý, kdežto qmail je pro běžné nastavení velmi jednoduchý.
MaildirBernstein vytvořil Maildir formát pro qmail, který rozděluje jednotlivé e-mailové zprávy do samostatných souborů. Na rozdíl od de facto standardního Mbox formátu, který ukládá všechny zprávy do souboru.
ProtokolyQmail Quick Mail Transport Protocol (QMTP) a Quick Mail Queuing Protocol (QMQP) protokoly.
ModularitaQmail je kompletně modulární systém, kde je lehké nahradit modul za jiný.
Odměna za nalezení bezpečnostní chybyBernstein nabídl 500 USD tomu, kdo zveřejní ověřitelnou bezpečnostní díru v nejnovější verzi programu. Dne 1. listopadu 2007 zvýšil Bernstein odměnu na 1000 USD. Již v roce 2005 však odmítl vyplatit odměnu za chybu, kterou nalezl Georgi Guninski s poukazem, že je obtížně zneužitelná.
Frekvence aktualizacíJádro qmailu nebylo aktualizováno po mnoho let. Nové funkce jsou poskytovány jako patche pro qmail, protože Bernstein ve své licenci zakázal jakékoliv modifikace programu. Tento požadavek spolu s absencí vydání nových verzí je hlavním problémem zařazení do běžných linuxových distribucí.
Copyright stavqmail byl vydán pod licencí public domain v listopadu 2007.

## Kritika
Program qmail je velmi kontroverzní podobným způsobem, jako další projekty Bernsteina. Kromě restrikcí na modifikace, které znemožňují jeho redistribuci v upravené podobě, je mu vyčítána agresivita. Qmail přenáší odpovědnost na ostatní MTA, aby se rychleji zbavil zátěže a „byl tak rychlejší“ (například nečeká, jestli protistrana e-mail neodmítne). Proto nebyl nikdy nasazen na místech s opravdu velmi vysokou zátěží (např. e-mailová konference o vývoji linuxového jádra).